# Битка код Кане (1018)
Битка код Кане (италијански: Battaglia di Canne) вођена је 1018. године у Јужној Италији између византијске војске са једне и побуњених Лангобарда са друге стране. Битка је завршена одлучном византијском победом.

## Битка
Византинце је предводио италијански капетан Василије Бојоанес, а Лангобарде принц Мелус од Барија. Мелус је неколико година раније дигао устанак против византијске власти, али је након почетних успеха поражен и прогнан. Године 1016. диже нови устанак уз помоћ норманских најамника. Успеси побуњеника 1017. године натерао је цара Василија да пошаље у Италију контингент елитне Варјашке гарде. Две војске среле су се на истом месту где се 216. године, током Другог пунског рата одиграла много познатија битка код Кане. Византинци односе победу и уништавају лангобардску војску. Ипак, то није спречило норманске пустолове да следећих година у Италији створе своју хегемонију и 1071. године, освајањем Барија коначно од Византије преотму њено последње упориште на Апенинском полуострву.